# Ksenija, ljubimaja žena Fёdora
Ksenija, ljubimaja žena Fёdora (Ксения, любимая жена Фёдора) è un film del 1974 diretto da Vitalij Vjačeslavovič Mel'nikov.

## Trama
Il film racconta l'amore, le relazioni complesse e la generosità umana di cui tutti hanno bisogno.